# Фізика за межами Стандартної моделі
Фізика за межами Стандартної моделі (так звана Нова фізика) відноситься до теоретичних розробок, які необхідні, щоб пояснити недоліки Стандартної моделі, такі як походження маси, сильна CP-проблема, осциляції нейтрино, асиметрія матерії і антиматерії, походження темної матерії і темної енергії. Інша проблема полягає в математичних основах самої Стандартної моделі — Стандартна модель не узгоджується із загальною теорією відносності в тому сенсі, що одна або обидві теорії розпадаються в своїх описах на дрібніші за певних умов (наприклад, у рамках відомих сингулярностей простору-часу, таких як великий вибух і горизонти подій чорних дір).
Теорії, які лежать за межами Стандартної моделі, включають у себе різні розширення Стандартної моделі через суперсиметрії, такі, як мінімальна суперсиметрична стандартна модель і наступна після мінімальної суперсиметрична стандартна модель, або зовсім нові пояснення, такі як теорія струн, M-теорія і додаткові виміри. Оскільки ці теорії, як правило, повністю узгоджуються з поточними спостережуваними явищами або не доведені до стану конкретних прогнозів, питання про те, яка теорія є правильною (або принаймні «найкращим кроком» до Теорії всього), може бути вирішене тільки за допомогою експериментів. У даний час це одна з найбільш активних галузей досліджень як у теоретичній, так і в експериментальній фізиці.

## Проблеми Стандартної моделі
Незважаючи на те, що Стандартна модель у даний час є найбільш успішною теорією фізики елементарних частинок, вона недосконала.

### Непояснені експериментальні спостереження
Є цілий ряд експериментальних спостережень за природою, для яких Стандартна модель не дає адекватного пояснення.
- Гравітація . Стандартна модель не надає пояснення гравітації. Крім того, вона несумісна з найбільш успішної теорією гравітації на сьогоднішній день — загальною теорією відносності .
- Темна матерія і темна енергія . Космологічні спостереження кажуть нам, що Стандартна модель здатна пояснити лише близько 4,5 % матерії у Всесвіті. З відсутніх 95,5 % близько 22,5 % повинні бути темною матерією, тобто матерією, яка поводиться точно так само як інша матерія, яку ми знаємо, але яка взаємодіє тільки слабо з полями Стандартної моделі. Решта має бути темною енергією, постійною густиною енергії вакууму. Спроби пояснити темну енергію з точки зору енергії вакууму Стандартної моделі (планківська енергія) призводять до невідповідності на 120 порядків.
- Маси нейтрино. Згідно зі Стандартною моделлю, нейтрино є безмасовими частинками. Проте, експерименти з нейтринними осциляціями показали, що нейтрино мають масу. Масові члени для нейтрино можуть бути додані до Стандартної моделі вручну, але це призводить до нових теоретичних проблем (наприклад, масові члени повинні бути надзвичайно малі).
- Асиметрія матерії й антиматерії. Всесвіт складається здебільшого з речовини. Проте, Стандартна модель передбачає, що речовина і антиречовина повинні були бути створені в (майже) рівних кількостях, які б знищили одне одного, поки Всесвіт охолоджувався.

### Теоретичні проблеми
Деякі особливості Стандартної моделі додані спеціальним способом. Вони не є проблемою по суті (тобто теорія добре працює з цими особливостями), але вони припускають брак розуміння. Ці специфічні особливості спонукали теоретиків шукати більш фундаментальні теорії з меншою кількістю параметрів. Деякі зі спеціальних особливостей:
- Проблема ієрархії ферміонних мас[ru]. Стандартна модель вводить маси частинок за допомогою процесу, відомого як спонтанне порушення симетрії, викликане полем Хіггса. В рамках Стандартної моделі маса Хіггса отримує деякі дуже великі квантові поправки, пов'язані з присутністю віртуальних частинок (головним чином віртуальних топ-кварків). Ці поправки значно більші, ніж фактична маса Хіггса. Це означає, що параметр голої маси[ru] Хіггса в Стандартної моделі повинен бути тонко настроєний таким способом, який майже повністю скасовує квантові поправки. Цей рівень тонкої настройки вважається неприродним багатьма теоретиками.
- Сильна CP-проблема. Теоретично можна стверджувати, що Стандартна модель повинна містити член, який порушує CP-симетрію між матерією і антиматерією — в частині сильної взаємодії. Експериментально, однак, таке порушення не було виявлено, що означає, що коефіцієнт при цьому члені дуже близький до нуля. Ця тонка настройка також вважається неприродною.
- Кількість параметрів. Стандартна модель залежить від 19 числових параметрів. Їх значення відомі з експерименту, але походження значень невідомо. Деякі теоретики намагалися знайти зв'язок між різними параметрами, наприклад між масами частинок у різних поколіннях.

## Теорії Великого об'єднання
Стандартна модель має три калібрувальні симетрії : кольору SU(3), слабкого ізоспіну SU(2) і гіперзаряду U(1), відповідні трьом фундаментальним силам. Через перенормування константи зв'язку кожної з цих симетрій змінюються в залежності від енергії, за якої вони вимірюються. Близько 1019 ГеВ ці зв'язки стають приблизно рівними. Це призвело до припущення, що вище від цієї енергії три калібрувальні симетрії Стандартної моделі об'єднані в одній калібрувальної симетрії з простою групою калібрувальної групи і тільки однією константою зв'язку. Нижче від цієї енергії симетрія спонтанно порушена до стандартних симетрій моделі. Популярним вибором для об'єднувальної групи є спеціальна унітарна група в п'яти вимірах SU(5) і спеціальна ортогональна група в десяти вимірах SO(10).
Теорії, які об'єднують симетрії Стандартної моделі таким чином, називаються теоріями Великого об'єднання (або англ. Grand Unification Theories — GUT), а масштаб енергій, за яких єдина симетрія порушується, називається масштабом GUT. Загалом, теорії Великого об'єднання пророкують створення магнітних монополів у ранньому Всесвіті і нестабільність протона. Ці передбачення, незважаючи на інтенсивний пошук, не підтверджуються експериментально, і це накладає обмеження на можливі GUT.

## Квантова гравітація
Квантова гравітація — напрямок досліджень у теоретичній фізиці, метою якого є квантовий опис гравітаційної взаємодії (і, в разі успіху — об'єднання таким чином гравітації з іншими трьома фундаментальними взаємодіями, тобто побудова так званої «теорії всього»).
- Петльова квантова гравітація
- Теорія струн
- М-теорія

## Інші
- Великі додаткові виміри[en] (ADD-модель)
- Модель Рендалл — Сандрума[en]
- Теорія Калуци — Клейна
- Подвійна СТВ[en] (DSR, Doubly special relativity)
- Надзвичайно проста теорія всього
- Калібрувальна теорія гравітації[ru]
- Супергравітація
- Теорія бозонних струн[ru]
- Теорія суперструн
- Теорія Янга — Міллса
- Техніколор
- Тонка настройка[en]
- Топологічна квантова теорія поля[en]